# Оксид индия(III)
Оксид индия — бинарное неорганическое соединение металла индия и кислорода с формулой In2O3, светло-жёлтые кристаллы, полупроводник.

## Получение
- При нагревании индий горит фиолетовым пламенем:

{\displaystyle {\mathsf {4In+3O_{2}\ {\xrightarrow {>800^{o}C}}\ 2In_{2}O_{3}}}}
- Термическое разложение гидроксида индия:

{\displaystyle {\mathsf {2In(OH)_{3}\ {\xrightarrow {350^{o}C}}\ In_{2}O_{3}+3H_{2}O}}}
- нитрата индия:

{\displaystyle {\ce {4In(NO3)3 ->[t> 800] 2In2O3 + 12NO2 +3O2 ^}}}
- сульфата индия:

{\displaystyle {\ce {2In2(SO4) ->[600] 2In2O3 + 6SO2 ^ + 3O2 ^}}}
- Окисление сульфида индия:

{\displaystyle {\mathsf {2In_{2}S_{3}+9O_{2}\ {\xrightarrow {650^{o}C}}\ 2In_{2}O_{3}+6SO_{2}}}}

## Физические свойства
Оксид индия — аморфное вещество или светло-жёлтые кристаллы (красно-коричневые при нагревании), образует кристаллы кубической сингонии, пространственная группа I a3, параметры ячейки a = 1,01194 нм, Z = 16.
При давлении 6,5 ГПа и температуре 300—400°С переходит в фазу с гексагональной решеткой, которая стабильна при нормальных условиях. Кристаллы принадлежат к пространственной группе R 3c, параметры ячейки a = 0,5487 нм, c = 1,4510 нм, Z = 6, плотность 7,3 г/см³.
При избыточном давлении кислорода плавится при 1910°С, а в обычных условиях легко возгоняется и начинает разлагаться при 850°С.

## Химические свойства
- При нагревании возгоняется с разложением:

{\displaystyle {\ce {In2O3 <=>[1000 C^0] In2O +O2 ^}}}
- Реагирует с концентрированными кислотами:

{\displaystyle {\mathsf {In_{2}O_{3}+6HCl\ {\xrightarrow {}}\ 2InCl_{3}+3H_{2}O}}}
- и щелочами при сплавлении:

{\displaystyle {\mathsf {In_{2}O_{3}+2NaOH\ {\xrightarrow {500^{o}C}}\ 2NaInO_{2}+H_{2}O}}}
- Восстанавливается водородом и углеродом до металла:

{\displaystyle {\mathsf {In_{2}O_{3}+3H_{2}\ {\xrightarrow {700^{o}C}}\ 2In+3H_{2}O}}}
{\displaystyle {\ce {In2O3 + 3C ->[700-800] 3CO ^ + 2In}}}
- При прокаливании в токе аммиака образует нитрид индия:

{\displaystyle {\mathsf {In_{2}O_{3}+2NH_{3}\ {\xrightarrow {600^{o}C}}\ 2InN+3H_{2}O}}}
- Реагирует с сероводородом:

{\displaystyle {\mathsf {In_{2}O_{3}+3H_{2}S\ {\xrightarrow {500^{o}C}}\ In_{2}S_{3}+3H_{2}O}}}
- Реакция с карбонатом натрия и серой с образованием дисульфидоиндата(III) натрия, оксида углерода(IV) и оксида серы(IV)

{\displaystyle {\ce {In2O3 + Na2CO3 + 6 S ->[t> 700 C^0] 2Na[InS2] + CO2 ^ + 2SO2 ^}}}
- С растворами щелочей:

{\displaystyle {\ce {In2O3 + OH- + H2O -> [In(OH)6]^3-}}}
{\displaystyle {\ce {In2O3 + 6KOH + 3H2O -> 2K3[In(OH)6]}}}

## Применение
- Для получения прозрачных токопроводящих плёнок.
- В смеси с Ag2O как материал для электрических контактов.
- Компонент специальных стёкол, поглотителей нейтронов.
- Полупроводниковый материал.